# Юппі-Ду (альбом)
Yuppi du — студійний альбом італійського співака та кіноактора Адріано Челентано, випущений 1975 року під лейблами «Clan Celentano» і «Ariola».

## Про альбом
Альбом містить саундтреки до однойменного фільму «Юппі-Ду», Адріано Челентано зіграв у ньому головну роль, також був режисером, сценаристом і продюсером картини. Фільм взяв участь у 28-му Каннському кінофестивалі 1975 року, а у 1976 році отримав приз «Срібна стрічка» в номінації «Найкращий музичний фільм».
Альбом вийшов накладом в 1.000.000 копій, посів 2 позицію в італійському чарті «Топ-100» найкращих альбомів 1975 року. До італійського чарту 1975 року потрапили такі пісні альбому: «Yuppi du» — 3 позиція, «Such a cold night tonight» — 10 позиція.
Музика альбому представлена стилями балада, поп-рок, і ритм-енд-блюз. Авторами більшості композицій альбому були Адріано Челентано і Детто Маріано, який також створив аранжування до нього. Пісня «La Messa» виконана хоровим співом. Більшість треків альбому містила інструментальну музику і діалоги з фільму «Юппі-Ду».
До пісні племінника співака — Джино Сантерколе «Such a cold night tonight» («Яка ніч сьогодні холодна»), яку він виконував, у 1977 році випущено римейк під назвою «Ma che freddo stasera», який увійшов до альбому Челентано «Disco dance». Пісню «Do dap» написала дружина співака — Клаудія Морі, а співали їхні діти — Розіта, Розалінда і Джакомо Челентано. Джино Сантерколе, дружина і діти співака також знімалися у фільмі. В альбомі міститься два треки під назвою «Yuppi Du», перший виконав Сантерколе у дуеті з Морі, другий — Адріано Челентано і Морі. 
Перші випуски альбому містили трек «Nane e il turista», який згодом замінили композицією «Il finale». У зв'язку з тим, що перші випуски були швидко відкликані з ринку — вони вважаються великою рідкістю. Спочатку альбом містив 13 треків, у 2012 році вийшло ремастоване перевидання альбому з додатковим п'ятим треком «Va chi c'è... ripresa».
Альбом, як і фільм, активно презентувався Челентано на телебаченні шляхом виконання його заголовної пісні — «Yuppi Du», наприклад, у таких передачах як «Adesso musica» і «Ieri e oggi». Також цю пісню Челентано виконував в дуеті з відомим співаком Б'яджо Антоначчі на телешоу «Francamente me ne infischio» (1999) і на концерті «Rock Economy» (2012).
Платівка записувалася і випускалася компанією «CBS Sugar S.p.A.». Альбом випускався на LP-платівках в Італії, Німеччині і Іспанії. З 1996 року альбом перевидавався на CD. Чотири треки альбому виходили як сингли на LP. В Італії, Франції, Аргентині, Німеччині і Югославії випускалася платівка з піснями «Yuppi Du» і «La Ballata». Пісня «Do Dap» випускалася в Італії, Німеччині і Туреччині. Пісня «Such a cold night tonight» випускалася в Італії.
У 2008 році Челентано став спеціальним гостем 65-го Венеційського фестивалю, де був представлений фільм «Юппі-Ду». У зв'язку з цією подією всі композиції альбому були відреставровані і випущені на CD разом з ремастованою версією фільму «Юппі-Ду».

## Трек-лист
LP (1975)
Сторона «A»
| #  | Назва                                    | Автор                            | Тривалість |
| -- | ---------------------------------------- | -------------------------------- | ---------- |
| 1. | «L'affondamento» (Занурення)             | Адріано Челентано, Детто Маріано | 3:46       |
| 2. | «La messa» (Меса)                        | Адріано Челентано, Детто Маріано | 3:48       |
| 3. | «A chi stai pensando?» (Хто ви думаєте?) | Адріано Челентано, Детто Маріано | 0:20       |
| 4. | «Và chi c'è» (Хто йде)                   | Адріано Челентано, Детто Маріано | 0:45       |
| 5. | «La ballata» (Балада)                    | Адріано Челентано, Детто Маріано | 2:07       |
| 6. | «La passerella» (Доріжка)                | Адріано Челентано, Детто Маріано | 7:04       |

Сторона «Б»
| #     | Назва                                                  | Автор                                                                             | Тривалість |
| ----- | ------------------------------------------------------ | --------------------------------------------------------------------------------- | ---------- |
| 7.    | «Such a cold night tonight» (Яка ніч сьогодні холодна) | (співає: Джино Сантерколе) Джино Сантерколе                                       | 4:03       |
| 8.    | «La violenza» (Насильство)                             | Адріано Челентано, Детто Маріано                                                  | 1:53       |
| 9.    | «Do dap» (Ду-дап)                                      | (співають: Джакомо Челентано, Розіта Челентано, Розалінда Челентано) Клаудія Морі | 2:57       |
| 10.   | «Yuppi du» (Юппі-ду)                                   | (співають: Джино Сантерколе і Клаудія Морі) Адріано Челентано, Детто Маріано      | 4:26       |
| 11.   | «Il castagnaro» (Каштан)                               | Адріано Челентано, Детто Маріано                                                  | 2:17       |
| 12.   | «Il finale» (Фінал)                                    | Адріано Челентано, Детто Маріано                                                  | 2:39       |
| 13.   | «Yuppi du» (Юппі-ду)                                   | (співають: Адріано Челентано і Клаудія Морі) Адріано Челентано, Детто Маріано     | 3:32       |
| 41:23 |                                                        |                                                                                   |            |

## Ліцензійне видання

### Альбом
| Назва                                           | Лейбл                                                                        | Маркування                                         | Країна    | Рік  |
| ----------------------------------------------- | ---------------------------------------------------------------------------- | -------------------------------------------------- | --------- | ---- |
| Yuppi Du ‎(LP, Album)                            | Clan Celentano                                                               | CLN 69120                                          | Італія    | 1975 |
| Yuppi Du ‎(Cass, Album)                          | Clan Celentano                                                               | 40 CLN 69120                                       | Італія    | 1975 |
| Yuppi Du ‎(LP, Album)                            | Ariola                                                                       | 88 984                                             | Німеччина | 1975 |
| Yuppi Du ‎(LP, Album)                            | Ariola                                                                       | 88.984-I                                           | Іспанія   | 1975 |
| Yuppi Du (Colonna Sonora Originale) ‎(LP, Album) | CLS, CLS                                                                     | MD- TP 064, ORL 8410                               | Італія    | 1980 |
| Yuppi Du ‎(CD, Album)                            | Clan Celentano                                                               | 74321344292                                        | Італія    | 1996 |
| Yuppi Du ‎(CD, Album, RE)                        | Clan Celentano                                                               | SP 60872                                           | Італія    | 1996 |
| Yuppi Du ‎(CD, Album, RE)                        | Clan Celentano, Clan Celentano                                               | 497153 2, 4971532000                               | Італія    | 1996 |
| Yuppi Du ‎(CD, Album, RE)                        | Clan Celentano                                                               | 497153 0                                           | Росія     | 2002 |
| Yuppi Du ‎(CD, Album, RM + DVD-V)                | Sony BMG Music Entertainment, Clan Celentano                                 | 88697353672, CLN 2073                              | Італія    | 2008 |
| Yuppi Du ‎(CD, Album, RM + DVD-V + Box, Spe)     | Sony BMG Music Entertainment, Clan Celentano, Clan Celentano, Clan Celentano | 88697353672, CLN 2074-LE/M, CLN 2074-LE/L, CLN 207 | Італія    | 2008 |
| Yuppi Du ‎(CD, Album, RE, RM)                    | Clan Celentano                                                               | CLN 2099                                           | Італія    | 2012 |

### Сингли з альбому
| Назва                                               | Лейбл          | Маркування | Країна    | Рік  |
| --------------------------------------------------- | -------------- | ---------- | --------- | ---- |
| Yuppi Du/La Ballata ‎(7")                            | Clan Celentano | CLN 3208   | Італія    | 1975 |
| Yuppi Du/La Ballata ‎(7")                            | Eurodisc       | 9111 003   | Франція   | 1975 |
| Yuppi Du/La Ballata ‎(7", Jukebox)                   | Clan Celentano | YD 408     | Італія    | 1975 |
| Yuppi Du/La Ballata ‎(7", Promo)                     | Epic           | 40.062     | Аргентина | 1975 |
| Yuppi Du/La Ballata ‎(7", Single)                    | Ariola         | 16 023 AT  | Німеччина | 1975 |
| Yuppi Du/La Ballata ‎(7", Single)                    | PGP RTB        | S 53934    | Югославія | 1976 |
| Un'Altra Volta Chiudi La Porta/Do Dap ‎(7")          | Clan Celentano | CLN 3633   | Італія    | 1975 |
| Un'Altra Volta Chiudi La Porta/Do Dap ‎(7", Jukebox) | Clan Celentano | YD 428     | Італія    | 1975 |
| Un'Altra Volta Chiudi La Porta/Do Dap ‎(7", Single)  | Ariola         | 16 433 AT  | Німеччина | 1975 |
| Disc Jockey/Do Dap (Vinyl, 7", 45 RPM )             | Z (2)          | EKBM 511   | Туреччина | 1977 |
| Such a cold night tonight (7")                      | Clan Celentano | CLN 3040   | Італія    | 1975 |